# Lissomartus
Famille
Genre
Lissomartus est un  genre fossile d'arachnides appartenant à la famille également fossile des Lissomartidae dont il est le seul représentant.

## Description
Les espèces de ce genre datent du Westphalien D du Pennsylvanien du Carbonifère supérieur.

## Liste des espèces
Selon The World Spider Catalog 11.0 :
- Lissomartus carbonarius (Petrunkevitch, 1913)
- Lissomartus schucherti (Petrunkevitch, 1913)

### Publication originale
- (en) Petrunkevitch, 1949 : A study of Palaeozoic Arachnida. Transactions of the Connecticut Academy of Arts and Sciences, vol. 37, p. 69–315.
- (en) Dunlop, 1995 : Redescription of the Pennsylvanian trigonotarbid arachnid Lissomartus Petrunkevitch 1949 from Mazon Creek, Illinois. Journal of Arachnology, vol. 23, p. 118–124.